# Distrito de Taray

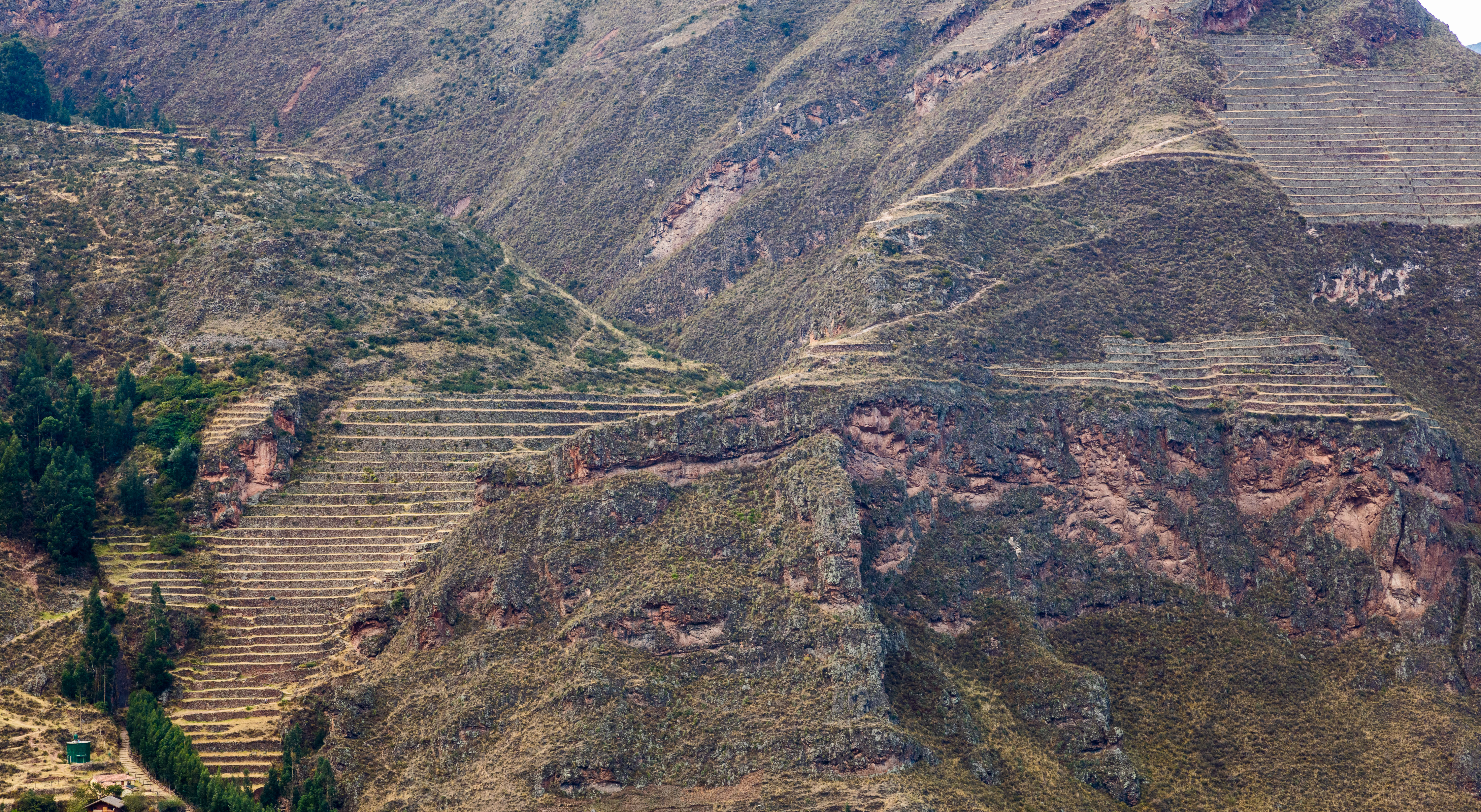
Vista de terrazas incas en Taray.

El distrito de Taray es uno de los ocho distritos de la provincia de Calca, ubicada en el departamento de Cusco,  bajo la administración el Gobierno regional del Cuzco, en el Perú.
La provincia de Calca desde el punto de vista de la jerarquía eclesiástica está comprendida en la Arquidiócesis del Cusco.

## Historia
Oficialmente, el distrito de Taray fue creado el 6 de mayo de 1964 mediante Ley 15027 dada en el gobierno del Presidente Fernando Belaúnde.

## Geografía
La capital es el poblado de Taray, situado a 2900 de altitud.

## Autoridades

### Municipales
- 2019-2022
  - Alcalde: Wilbert Delgado Gaspar

- 2015-2018[2]
  - Alcalde: (Julian Mayta Cruz) del movimiento Ayllu
- 2011-2014[3]
  - Alcalde: Alcalde: Mateo Huamán Huallpa, del Movimiento Regional Pan.
  - Regidores: Rubén Teodocio Oré Sutta (Pan), Lucio Quispe Quispe (Pan), Dina Quispe Maqque (Pan), Pedro Huamán Mayta (Pan), Saturnino Cruz Quille (Autogobierno Ayllu).
- 2007-2010
  - Alcalde: Gorki Béjar Mejía.

### Religiosas
- Parroquia de Santa María Magdalena
  - Párroco: Pbro. Francisco Puma Villafuerte
  - Vicario: Pbro. Edwin Lozano Huamán.

### Policiales
- Comisario:

## Festividades
- Carnavales.
- Virgen del Rosario.
- Adoración del Niño.